# ميلاغرو
ميلاغرو (بالإسبانية: San Francisco de Milagro )‏ هي مدينة، في الإكوادور، تقع في مقاطعة غاياس، بلغ عدد سكانها 133,508 نسمة وذلك حسب إحصائيات سنة 2010، تبلغ مساحتها 31 كيلومتر مربع، رمزها البريدي هو EC091050.

## المناخ
يظهر الجدول التالي التغييرات المناخية على مدار السنة لميلاغرو:
| البيانات المناخية لـميلاغرو | البيانات المناخية لـميلاغرو | البيانات المناخية لـميلاغرو | البيانات المناخية لـميلاغرو | البيانات المناخية لـميلاغرو | البيانات المناخية لـميلاغرو | البيانات المناخية لـميلاغرو | البيانات المناخية لـميلاغرو | البيانات المناخية لـميلاغرو | البيانات المناخية لـميلاغرو | البيانات المناخية لـميلاغرو | البيانات المناخية لـميلاغرو | البيانات المناخية لـميلاغرو | البيانات المناخية لـميلاغرو |
| الشهر                       | يناير                       | فبراير                      | مارس                        | أبريل                       | مايو                        | يونيو                       | يوليو                       | أغسطس                       | سبتمبر                      | أكتوبر                      | نوفمبر                      | ديسمبر                      | المعدل السنوي               |
| --------------------------- | --------------------------- | --------------------------- | --------------------------- | --------------------------- | --------------------------- | --------------------------- | --------------------------- | --------------------------- | --------------------------- | --------------------------- | --------------------------- | --------------------------- | --------------------------- |
| المتوسط اليومي °م (°ف)      | 26 (79)                     | 26 (79)                     | 26 (79)                     | 26 (79)                     | 26 (79)                     | 25 (77)                     | 24 (75)                     | 24 (75)                     | 24 (75)                     | 24 (75)                     | 25 (77)                     | 26 (79)                     | 25 (77)                     |
| معدل هطول الأمطار مم (إنش)  | 253 (10.0)                  | 290 (11.4)                  | 320 (12.6)                  | 220 (8.7)                   | 63 (2.5)                    | 28 (1.1)                    | 17 (0.7)                    | 1 (0.0)                     | 5 (0.2)                     | 4 (0.2)                     | 9 (0.4)                     | 55 (2.2)                    | 1٬265 (50)                  |
| المصدر: The Weather Network |                             |                             |                             |                             |                             |                             |                             |                             |                             |                             |                             |                             |                             |

## أعلام
- رودريغو موريرا